# Polska owca górska
Polska owca górska – rasa owiec, pochodząca z Polski. Jest wykorzystywana do produkcji jagnięciny podhalańskiej. Produkty wytwarzane z tej rasy zostały wpisane na Listę Produktów Tradycyjnych.

## Historia
Polska owca górska wywodzi się z prymitywnej grupy rasowej cekiel. Występuje ona w Karpatach i prawdopodobnie przywędrowała wraz z plemionami wołoskimi na teren Polski.

## Pokrój
Dość duża rasa, o mocnej konstrukcji ciała. Okrywa jej ciała jest wełnista otwarta: składa się z długich kosmyków, które rozdzielają się na grzbiecie i zwisają po obu stronach tułowia. Umaszczenie białe, ale dopuszczalne są ciemne plamy i nakrapianie na głowie. Tryki powinny ważyć 60-70kg, a maciory 45-55kg.